# 1570
1570 (MDLXX) a fost un an comun al calendarului iulian, care a început într-o zi de duminică.

## Evenimente
- 16 august: Tratatul de la Speyer. Ioan Sigismund Zapolya îl recunoaște pe împăratul Maximilian al II-lea drept rege al Ungariei, iar acesta din urmă îl recunoaște pe Ioan Sigismund drept principe al Transilvaniei și Partium-ului.

## Nașteri
- aprilie: Guy Fawkes  (d. 1606)
- 4 octombrie: Péter Pázmány cardinal originar din Oradea (d. 1637)
- 22 mai: Johann al II-lea, Duce de Saxa-Weimar  (d. 1605)
- dată necunoscută: Salamone Rossi compozitor italian (d. 1630)
- 17 august: Satake Yoshinobu  (d. 1633)
- dată necunoscută: István Szamosközy  (d. 1612)
- dată necunoscută: Andrea Argoli  (d. 1657)
- dată necunoscută: Teophilos Korydalleus filosof grec (d. 1646)
- dată necunoscută: Péter Alvinczi scriitor maghiar (d. 1634)

## Decese
- 21 noiembrie: Ruxandra Lăpușneanu, 32 ani, principesă din Moldova, soția domnului Moldovei Alexandru Lăpușneanu (n. 1538)